# Теорія Штрауса — Гоува
Покоління — це період від народження людини до народження її дитини. В середньому у світі цей цикл становить приблизно 25 років.
Теорія поколінь Штрауса — Гоува — поколіннєва теорія, розроблена Нілом Гоувом (варіанти написання прізвища — Гав, Хоув) та Вільямом Штраусом, яка описує цикли поколінь, що повторюються в історії США. Штраус і Гоув вперше заговорили про теорію в 1991 році, коли вийшла їх спільна книга «Покоління»(«Generations»), яка переказує історію США як серію біографій різних поколінь, починаючи з 1584 року. У 1997 році світ побачила книга «Четверте перетворення» («The Fourth Turning»), у якій автори розвивають теорію і пишуть про чотиричастинні поколіннєві цикли і моделі поведінки, що повторюються, в історії США.
Теорія поколінь описує історію США, включаючи 13 колоній. Власне ця географічна область і була найкраще всього вивчена, однак Штраус і Гоув також вивчили поколіннєві тренди в інших країнах і з'ясували схожі цикли в деяких розвинутих країнах.
Не дивлячись на те, що праці авторів одержали широке поширення і визнання, в академічних колах теорію зустріли по-різному: одні захоплювалися «зухвалим і оригінальним твердженням», інші — критикували теорію поколінь. Останні звертали увагу на недолік точних емпіричних даних, а також звинувачували авторів в тому, що вони прикрасили справжні відмінності між поколіннями.

## Історія
Вільям Штраус та Ніл Гоув співпрацювали з кінця 1980-х років, коли вони почали роботу над книгою «Покоління», яка розглядає історію США як послідовність поколінчастих біографій. До цього обоє автори писали про покоління: Штраус — про покоління бебі-бума і солдатів В'єтнамської війни, а Гоув — про Найбільше покоління і федеральні програми субсидій. Інтерес дослідників до поколінь як до ширшої теми виник після їх зустрічі у Вашингтоні і обговорення зв'язків між їх попередніми роботами.
Їх цікавило, чому бебі-бумери і представники великого покоління по-різному дивляться на світ і який саме досвід вплинув на їх світогляд. Їх також хвилювало питання, чи існували покоління, які поводилися так само, і їх дослідження показало, що насправді існують історичні аналогії між минулими і сьогоднішніми поколіннями. У результаті обидва автори виявили модель поведінки чотирьох типів поколінь, що повторюється, в англо-американській історії, кожному з яких властивий особливий збірний образ і відповідний цикл чотирьох різних типів епохи, кожен з властивим йому настроєм. Основи цієї теорії були викладені в книзі «Покоління» (1991). Детальний аналіз теорії поколінь і термінологію Штраус і Гоув запропонували в книзі 1997 року «Четверте перетворення»
«Покоління» допомогли популяризувати ідею про те, що люди певної вікової групи схильні розділяти особливий набір переконань, стосунків, цінностей і моделей поведінки, оскільки вони росли в однакових історичних умовах. В середині 1990-х років Штраус і Гоув почали отримувати запити від організацій, які бажали знати, як розуміння поколіннєвих особливостей могло б вирішити їх стратегічні проблеми. Дослідники були визнані піонерами в цій області і часто виступали на конференціях і заходах, а також відкрили консалтингову компанію LifeCourse Associates.

## Роботи
Перша книга Штрауса і Гоува «Покоління» (1997) розповідає про історію США як про зміну англо-американських поколіннєвих біографій, починаючи з 1584 року і закінчуючи сучасністю, і виявляє поколіннєвий цикл, що повторюється в історії країни. Автори розпізнають модель чотирьох фаз, що повторюються, типів поколінь і циклів духовного Пробудження і Криз світського суспільства з моменту створення колоній до теперішнього часу.
У 1993 році вийшла друга книга авторів «Тринадцяте покоління» (13th Gen: Abort, Retry, Ignore, Fail), присвячена вивченню покоління X — покоління людей, що народилися між 1961 і 1981 рр. (це покоління в США називають тринадцятим, оскільки воно стало тринадцятим по рахунку з моменту появи американської нації). Книга показує, як історичні події і зміни — представники цього покоління були дітьми під час так званої революції свідомості — сформували їх прагматизм.
У 1997 Штраус і Гоув опублікували «Четверте перетворення: американське пророцтво» (The Fourth Turning: An American Prophecy), в якому детальніше розглядалися ідеї, висловлені в «Поколіннях». Автори почали використовувати барвистіші назви для поколіннєвих архетипів, наприклад, Громадяни стали Героями, Пристосованці — Художниками, а також стали називати поколіннєві цикли перетвореннями. Заголовок, що посилає до першої книги, означає кризовий період, який, на думку дослідників, повинен був початися після зміни тисячоліть.
У 2000 році автори опублікували роботу «Сходження покоління Міленіуму: наступне Велике покоління» (Millennials Rising: The Next Great Generation). У ній досліджується характер покоління, яке на той момент досягало повноліття і старші представники якого закінчували середню школу в 2000 році. Штраус і Гоув показують, як сьогоднішні підлітки і молодь переглядають поняття молодості: на зміну песимізму і відчуженості їх батьків приходять оптимізм і активна життєва позиція. Дослідники відмічають, що покоління Міленіуму пред'являє високі вимоги до світу; його представники менш жорстокі, вульгарні і сексуально заклопотані, ніж та підліткова культура, яку дорослі створюють для них. Протягом наступного десятиліття вони змінять розуміння молодості. Згідно з авторами, покоління Міленіуму може стати новим Великим поколінням.

## Покоління
Штраус і Гоув визначають покоління як сукупність усіх людей, народжених в проміжок часу, що становить приблизно 20 років, або одну фазу життя: дитинство, молодість, середній вік і старість. Покоління можна ідентифікувати, якщо воно відповідає трьом критеріям. По-перше, представники одного покоління поділяють одну історичну епоху: вони стикаються з однаковими ключовими історичними подіями і соціальними віяннями, перебуваючи на тих же життєвих фазах. По-друге, вони поділяють певні загальні переконання і моделі поведінки. По-третє, знаючи про досвід і особливості, які вони поділяють зі своїми ровесниками, представники одного покоління також поділятимуть і почуття приналежності до цього покоління.
Штраус і Гоув стверджують, що вони виробили своє визначення покоління на основі праць різних авторів і мислителів: від древніх письменників, як Полібій і Ібн Хальдун, до відносно сучасних соціальних теоретиків, як Хосе Ортега-і-Гассет, Карл Маннгайм, Джон Стюарт Мілль, Еміль Літтре, Огюст Конт і Франсуа Мантре.

## Поколіннєві перетворення і архетипи

### Перетворення
Працюючи над «Поколіннями» Штраус і Гоув виявили деяку модель в розвитку поколінь, на яку впливали історичні події, що відносяться безпосередньо до поколінь. Автори назвали цю модель перетвореннями (чи періодами). У «Поколіннях» і детальніше в «Четвертому перетворенні» вони виявляють чотирищаблевий цикл соціальних і надбудованих ер (перетворень).

#### Підйом
Згідно з Штраусом і Гоувом, перше перетворення — Підйом. Це пост-кризовий період, коли інститути сильні, а індивідуалізм слабкий. Суспільство впевнене в тому, чого воно хоче досягнути спільно, проте люди, не включені в цей рух, часто страждають від необхідності дотримуватися правил, які загальні для усіх.
На думку авторів, самий недавній Підйом спостерігався в США з початком Другої світової війни і завершився вбивством Джона Кеннеді 22 листопада 1963 року.

#### Пробудження
Згідно з теорією, друге перетворення — Пробудження. Це період, коли інститути піддаються нападкам в ім'я особистої і духовної автономії. Як тільки суспільство досягає піку свого розвитку, людей несподівано починає стомлювати дисципліна, і вони хочуть повернути собі індивідуальність. Молоді активісти дивляться на період Підйому як на епоху культурної і духовної бідності.
Штраус і Гоув вважають, що недавнім Пробудженням стала «революція свідомості», яка охоплює період з середини 1960-х (університетські і міські протести) до переобрання Рональда Рейгана.

#### Спад
Згідно з Штраусом і Гоувом, третє перетворення — Спад. Настрій цього періоду багато в чому протилежний Підйому: інститути слабкі та позбавлені довіри, тоді як індивідуалізм процвітає. Підйоми йдуть за Кризами, тому суспільство жадає об'єднуватися і будувати. Спади приходять на зміну Пробудженням, ось чому суспільство роз'єднане і хоче насолоджуватися життям. Автори зазначають, що останній Спад відповідав періоду економічного буму в США і тривав з середини 1980-х до кінця 2000-х.

#### Криза
На думку дослідників, четверте перетворення — Криза. Це період, коли інституціональні структури зруйновані та створені знову для виживання нації. Цивільна влада опам'ятовується, культура змінює напрям і слугує потребам суспільства, а люди поступово починають усвідомлювати себе членами певної більшої групи. У США остання Криза почалася з біржового краху 1929 року і завершилася кінцем Другої світової війни. Найбільше покоління, народжене у 1901—1924 рр., в цей період досягло повноліття. Їх упевненість, оптимізм і прагнення до єднання стали втіленням духу цієї епохи. Згідно з авторами, покоління Y багато в чому схоже на молодь Найбільшого покоління. Особливо це стосується таких рис, як збільшення залученості в цивільну активність, поліпшення поведінки і колективна упевненість.

### Цикл
Кожен період триває 20—22 роки. 4 періоди складають повний цикл, що триває приблизно 80—90 років, який автори називають saeculum, що в переведенні з латині означає «довге життя людини» і «природне століття».
Зміна поколінь приводить в рух цикл перетворень і визначає його періодичність. Як тільки кожне покоління вступає в наступну життєву фазу (і нову соціальну роль), фундаментально міняються настрій і поведінка, даючи можливість новому поколінню виявити себе. Отже, існує залежність між історичними подіями і типами поколінь. Історичні події формують покоління в дитинстві і молодості; потім, будучи батьками і лідерами в середині життя і в старості, покоління формують історію.
Кожне з чотирьох перетворень має особливий настрій, який повторюється кожен новий цикл. Штраус і Гоув назвали ці періоди «сезонами історії». Пробудження вони порівняли з літом, а Криза — із зимою. Підйом і Спад — перехідні сезони, схожі з весною і осінню. Штраус і Гоув виявили 26 Перетворень за 7 циклів англо-американської історії з 1435 року досі.
У основі ідей Штрауса і Гоува лежить зміна двох різних перетворень — Криз і Пробуджень. Обидва ці періоди характеризуються тим, що люди, що їх пережили, спостерігали такі історичні події, які сильно змінили їх соціальне середовище. Кризи — це періоди, відмічені серйозними цивільними переворотами, коли суспільство фокусується на тому, щоб реорганізувати зовнішній світ інститутів і публічної поведінки (остання американська Криза тривала з Великої депресії до кінця Другої світової війни). Пробудження — періоди, відмічені культурним і релігійним обновленням.
Описуючи цей цикл Криз та Пробуджень, Штраус і Гоув відштовхувалися від робіт інших істориків і соціологів, які виявили довгі цикли в американській і європейській історії. Цикл Криз Штрауса — Гоува можна співвіднести з довгими циклами війни, вивченими такими ученими, як Арнольд Тойнбі і Куінсі Райт, і з геополітичними циклами, якими займалися Уильям Р. Томпсон і Джордж Модельски. Штраус і Гоув стверджують, що їх цикл Пробуджень відповідає роботі Ентоні Уоллеса про «моменти пожвавлення». Автори також заявляють про те, що Кризи, що повторюються, і Спади посилають до двочастинних циклів в політиці (Волтер Дін Бернхам, Артур Шлезінгер-батько і син), міжнародних відносинах (Френк Клінгберг) і економіці (Микола Кондратьєв). Крім того, Штраус і Гоув брали в розрахунок і довгострокові коливання в кримінології і токсикоманії.

### Архетипи
Штраус і Гоув виділяють 4 види архетипів поколінь, які повторюються послідовно в ритмі циклу Криз і Пробуджень. У книзі «Покоління» автори називають ці архетипи Ідеаліст, Реагент, Цивільний і Пристосуванець. У «Четвертому перетворенні» вони міняють термінологію: з'являються Пророк, Мандрівник, Герой і Художник. Для покоління кожного з архетипів спільним є не лише місце в історії, але й базове ставлення до сім'ї, ризику, культури, цінностей і цивільної активності. Покоління, що мають однаковий історичний досвід на початку життя, формують колективний портрет і живуть за схожими життєвими сценаріями. На сьогодні Штраус і Гоув виявили 25 поколінь в англо-американській історії, кожному з яких відповідає певний архетип. Автори описують архетипи таким чином:

#### Пророк
Покоління Пророків народжується до кінця епохи Кризи, під час пожвавлення життя суспільства і консенсусу з приводу нового соціального порядку. Будучи дітьми пост-кризового періоду, в юному віці Пророки незбалансовані, повноліття вони досягають молодими ексцентричними передвісниками Пробудження. У середині життя вони зосереджуються на моралі та принципах, а у кінці життя, на правах старійшин, керують черговою Кризою.

#### Мандрівник
Покоління Мандрівників народжується в епоху Пробудження, час соціальних ідеалів і духовних шукань, коли молоді люди люто критикують сталий порядок. Мандрівники ростуть незахищеними дітьми в період Пробудження, досягають повноліття як відчужені молоді люди епохи пост-Пробудження, стають прагматичними дорослими лідерами в Кризу і зустрічають старість після цього періоду з великим запасом життєвих сил.

#### Герой
Покоління Героїв народжується після Пробудження, під час Спаду, періоду індивідуального прагматизму, упевненості у своїх силах і невтручання. Герої ростуть як діти пост-Пробудження, що дуже оберігаються, досягають повноліття молодими оптимістами, орієнтованими на інтереси групи, під час Кризи, стають енергійними і надзвичайно упевненими в собі дорослими і перетворюються на політично-могутніх літніх людей, що зустрічають чергове Пробудження.

#### Художник
Покоління Художників народжується після Спаду, під час Кризи, коли серйозні погрози спрощують соціальні і політичні складні схеми на користь суспільного консенсусу, установ, що займаються активною діяльністю, та етики й індивідуальності, принесених у жертву. Художників-дітей надмірно оберігають дорослі, зайняті Кризою, вони досягають повноліття соціалізованими пристосуванцями в пост-Кризовому світі, стають дорослими лідерами, орієнтованими на активну діяльність під час Пробудження і перетворюються на розсудливих літніх людей в епоху пост-Пробудження.

### Критика
Ще на початку минулого століття Карл Маннгейм застерігав, що «спільні враження юності мають різний вплив на різні за статусом і культурним походженням групи суспільства». Проте, саме цей аспект став найбільшою вразливістю теорії Штрауса — Гоува, викликавши значну критку та як наслідок неприйняття академічною спільнотою. Зокрема, критична стаття опублікована 2006 року «Прірва поколінь: міф, а не реальність» попереджує, що «не дивлячись на популярність [праць В. Штрауса та Н. Гоува], загалом виділення [ними] відмінностей між поколіннями не підкріплені результатами емпіричних досліджень». Але певно найрізкішим критиком став професор Колумбійського університету Артур Левін, який відзначив що «образ поколінь [запропонований В. Штраусом та Н. Гоувом] — це набір стереотипів» і він не здатен відображати реальність окремої людини поза категоріями: кольору шкіри, країни походження, та релігії.

### Висновки
- Середня тривалість життя — 80 років, і складається з чотирьох періодів тривалістю ~ 20 років:
  - дитинство → молодість → середній вік → старість.
- Покоління — це сукупність людей, які народжуються кожні 20 років:
  - Бебі-бумери → покоління X → покоління Y → покоління Z.
- Кожне покоління переживає 4 перетворення:
  - Підйом → Пробудження → Спад → Криза.
- Покоління вважається домінантним або рецесивним залежно від того перетворення, яке воно пережило в молодості. Проте коли молоде покоління досягає повноліття і визначає свій колективний портрет, доросле покоління, протилежне до першого, досягає свого піку:
  - Домінантне покоління: незалежна поведінка і головна роль у формуванні епохи.
  - Рецесивне покоління: залежна роль у формуванні епохи.
- Домінантні покоління: Пророк — епоха пробудження, Герой — епоха кризи.
- Рецесивні покоління: Мандрівник — Спад, Художник — Підйом.